# Phil Robertson

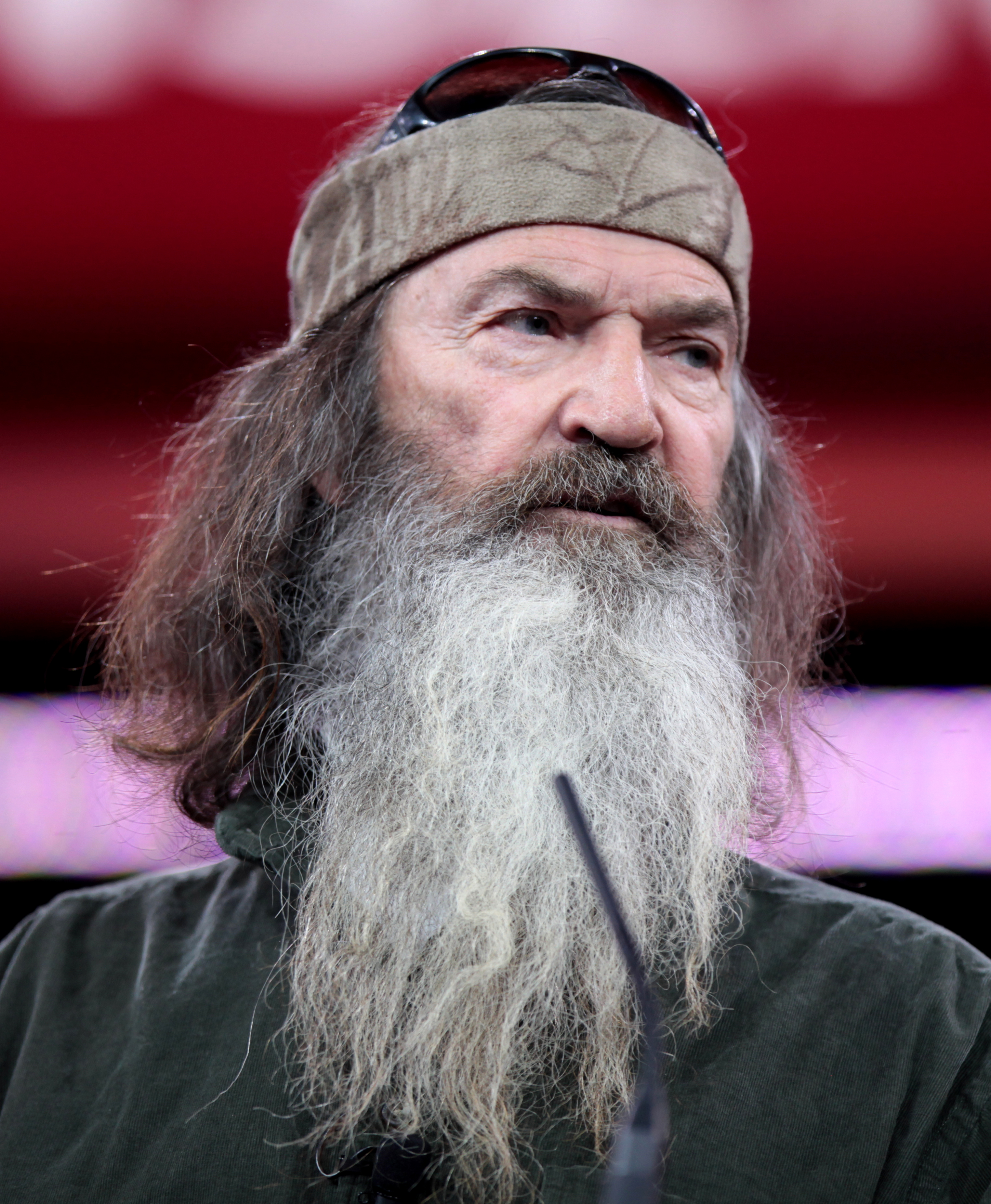
Phil Robertson (2015)

Phil Alexander Robertson (* 24. April 1946 in Vivian, Louisiana; † 25. Mai 2025) war ein US-amerikanischer Jäger, Unternehmer (Gründer des Unternehmens Duck Commander), Schauspieler  und, zusammen mit seiner Ehefrau Kay Robertson, eine der Hauptfiguren der Reality-TV-Sendung Duck Dynasty.

## Leben
In der High School spielte Robertson Football, dadurch konnte er sich ein Stipendium für die Universität Louisiana Tech erspielen. Dort war er 1966 und 1967 Starting-Quarterback, kehrte aber 1968 nicht zurück, weil er sich ganz seiner Jagdleidenschaft widmen wollte. Sein damaliger Ersatzmann, Terry Bradshaw, gewann in den 1970er-Jahren mit den Steelers viermal den Superbowl. Beide wurden unter anderem von Jimmy Johnson betreut. Später hätte Robertson Profi werden können, schlug das Angebot aber aus, da er sich ganz der Jagd widmen wollte.
1972 gründete Robertson sein auf die Entenjagd spezialisiertes Unternehmen Duck Commander. Ab 2012 lief die erfolgreiche Reality-TV-Serie Duck Dynasty auf dem US-Sender A&E, die ihm eine große Fangemeinde einbrachte. In der Folge trat er auch als erzkonservativer Prediger auf.
Politisch hatte Phil Roberston stets gute Kontakte zu Vertretern der Republikaner. 2016 unterstützte er offen den republikanischen Präsidentschaftskandidaten Ted Cruz bei dessen Kampagne. Später trat er auch auf Wahlkampfveranstaltungen von Donald Trump auf.
Gegen Ende seines Lebens litt Robertson an der Alzheimer-Krankheit; er starb am 25. Mai 2025.

## Belege
1. ↑  Phil Robertson, ‘Duck Dynasty’ Patriarch, Dies at 79. In: The New York Times. 26. Mai 2025, abgerufen am 26. Mai 2025 (englisch).
2. 1 2  "Duck Dynasty"-Star Phil Robertson gestorben. In: Der Standard. 26. Mai 2025, abgerufen am 26. Mai 2025 (österreichisches Deutsch).
3. ↑  Duck Dynasty star Phil Robertson endorses Texas Sen. Ted Cruz usatoday.com vom 13. Januar 2016, abgerufen am 15. Januar 2016.

| Personendaten    | Personendaten                                         |
| ---------------- | ----------------------------------------------------- |
| NAME             | Robertson, Phil                                       |
| ALTERNATIVNAMEN  | Robertson, Phil Alexander (vollständiger Name)        |
| KURZBESCHREIBUNG | US-amerikanischer Unternehmer, Jäger und Schauspieler |
| GEBURTSDATUM     | 24. April 1946                                        |
| GEBURTSORT       | Vivian, Louisiana                                     |
| STERBEDATUM      | 25. Mai 2025                                          |